# Ernst Lindahl (läkare)
Ernst Vilhelm Lindahl, född 19 juli 1864 Veddige församling, Hallands län, död 2 april 1954, var en svensk läkare som var inriktad på behandling av tuberkulos. 
Lindahl, som var son till kronolänsman, tillförordnade kronofogden Emil Anderson och Evelina Lindahl, blev medicine kandidat vid Karolinska Institutet 1890 och medicine licentiat 1894. Han blev praktiserande läkare i Linköping 1895, var tillförordnad och ordinarie underläkare vid länslasarettet i Linköping 1895–1898, blev underläkare vid Kneippanstalten i Borgs landskommun vid Norrköping, 1899 samt var grundare av Kronprinsessan Victorias kustsanatorium för skrofulösa barn i Vejbyslätt och överläkare där 1904–1935.
Lindahl hade studerat ben- och körteltuberkulos, och funnit att solljus och havsluft kunde gynna tillfrisknandet. Han började därför en verksamhet i Skälderviken, innan han startade sitt sanatorium i Vejbystrand.